# Trelew
Trelew är en stad i den argentinska provinsen Chubut i Patagonien belägen vid Chubutfloden nära utloppet i Atlanten. Staden grundes under senare hälften av 1800-talet av immigranter från Wales. Trelew är ett kymriskt namn och betyder Lewis stad. På kymriska heter staden Tre Lew eller Tre Lewis och syftar på immigranten Lewis Jones, en av grundarna till den walesiska bosättningen i Argentina.

## Geografi
Trelew är beläget i den 224 686 km² stora Chubutprovinsen som sträcker sig hela vägen från Anderna och den chilenska gränsen till Argentinas atlantkust. Liksom resten av Patagonien är provinsen glest befolkad och har en befolkning på drygt 400 000. Bortsett från provinsens största stad, Comodoro Rivadavia som växt upp kring rika oljefyndigheter och som är belägen längst i söder, är befolkningen mestadels koncentrerad till det nordöstra hörnet och Chubutflodens nedersta lopp där även Rawson och Gaiman ligger samt hamnstaden Puerto Madryn en bit norrut.

## Klimat
Trelew är beläget strax söder om den 43 breddgraden och har jämfört med de södra och västligare delarna av Patagonien relativt varma sommarmånader. 
|                                            | Jan  | Feb  | Mar | Apr  | Maj  | Jun | Jul | Aug  | Sep  | Okt  | Nov  | Dec |
| ------------------------------------------ | ---- | ---- | --- | ---- | ---- | --- | --- | ---- | ---- | ---- | ---- | --- |
| Normaldygnets maximitemperaturs medelvärde | 28   | 27   | 25  | 20   | 15   | 12  | 12  | 15   | 17   | 21   | 24   | 27  |
| Normaldygnets minimitemperaturs medelvärde | 14   | 13   | 11  | 7    | 4    | 1   | 1   | 2    | 4    | 7    | 10   | 12  |
|                                            |      |      |     |      |      |     |     |      |      |      |      |     |
| Nederbörd                                  | 10,4 | 16,2 | 15  | 16,5 | 20,2 | 16  | 9   | 11,6 | 10,4 | 12,4 | 11,7 | 9,1 |

| Diagram | temperaturer i °C • månadsnederbörd i mm • Källa: MSN Weather | temperaturer i °C • månadsnederbörd i mm • Källa: MSN Weather | temperaturer i °C • månadsnederbörd i mm • Källa: MSN Weather | temperaturer i °C • månadsnederbörd i mm • Källa: MSN Weather | temperaturer i °C • månadsnederbörd i mm • Källa: MSN Weather | temperaturer i °C • månadsnederbörd i mm • Källa: MSN Weather | temperaturer i °C • månadsnederbörd i mm • Källa: MSN Weather | temperaturer i °C • månadsnederbörd i mm • Källa: MSN Weather | temperaturer i °C • månadsnederbörd i mm • Källa: MSN Weather | temperaturer i °C • månadsnederbörd i mm • Källa: MSN Weather | temperaturer i °C • månadsnederbörd i mm • Källa: MSN Weather | temperaturer i °C • månadsnederbörd i mm • Källa: MSN Weather |
|         | 10 28 14                                                      | 16 27 13                                                      | 15 25 11                                                      | 17 20 7                                                       | 20 15 4                                                       | 16 12 1                                                       | 9 12 1                                                        | 12 15 2                                                       | 10 17 4                                                       | 12 21 7                                                       | 12 24 10                                                      | 9 27 12                                                       |

## Historia
Trelews historia är direkt knuten till den walesiska immigrationen till Patagonien som tog sin början 1865 då de första 153 personerna lämnade Liverpool för att söka ett nytt hem i Argentina. Från början slog de sig ned vid Puerto Madryn vid havet, men immigranterna flyttade sedan vidare till Chubutfloden där det fanns tillgång till färskvatten. Vid samma tid uppstod de andra städerna väster om Trelew, Gaiman och Rawson. En järnväg byggdes från Puerto Madryn till Trelew 1886-1889. Bland de som skapade järnvägen fanns Lewis Jones som har givit namn till staden, Tre betyder stad på walesiska och Lew är en kortform av Lewis. Väster om Trelew ligger de mindre städerna Rawson och Gaiman som uppstod samtidigt.

### Händelserna 1972
Under 1972 gjordes ett fritagningsförsök på Rawsonfängelset i Trelew, och 22 medlemmar av en vänstergerilla lyckades ta sig ut från fängelset och fly till flygplatsen i Trelow. Av dem lyckades 3 stycken ta sig ombord på ett plan till Chile medan de resterade 19 tvingades ge upp och överlämna sig till militären. Av de 19 som greps sköts 16 personer ihjäl i sina celler några dagar senare på en militärförläggning. De tre som överlevde beskjutningen på förläggningen försvann, sannolikt mördade, under militärdiktaturen 1976-83. Flera officerare arresterades 2008 anklagade för att vara inblandade i dödandet på militärbasen.
Efter flyktförsöket från fängelse blev Trelew genomsökt av militären och ett flertal av invånarna greps och fördes till ett fängelse i Buenos Aires. Som en protest gick i stort sett hela staden ut i strejk och lyckade få sina stadsbor frisläppta. Händelserna 1972 har skildrats i Tomás Eloy Martínez bok La Pasión según Trelew från 1973, boken förbjöds men kom i nyutgåva 1997 efter demokratins återkomst.

### Nutid
Trelews befolkning växte kraftigt under 1980-talet främst på grund av en industriell utbyggnad och olika vågor av immigration har minskat det walesiska inflytandet, men det walesiska språket är fortfarande utbrett och använt och det arrangeras årliga walesiska kultur- och litteraturfestivaler.

## Kommunikationer
Trelew har en egen flygplats beläget fem km nordöst om staden med dagliga flygturer till Buenos Aires. Trelew har vägförbindelser norr och söder ut genom Ruta Nacionales 3 som följer Argentinas atlantkust från Buenos Aires till Río Gallegos längst i söder och vidare över till Eldslandet. Närmaste större stad söderut är provinsens största stad Comodoro Rivadavia, knappt 400 kilometer bort. Ruta Nacionales 25 går i västlig riktning från Trelew mot Esquel vid den chilenska gränsen, från Esquel finns via Trevelin möjlighet att ta sig över Anderna till Chile. Järnvägslinjen mellan Trelew och Puerto Madryn är nedlagd och staden saknar i dag järnvägsförbindelser.

## Turism
Trelew är en utgångspunkt för turister som besöker spåren efter de walesiska kolonisatörerna och området väster om Trelew rymmer bland annat ett fler tal walesiska kapell från 1800-talet. Omkring 100 kilometer söder om Trelew ligger Punta Tombo, med den största Magellanpingvin-koloni i Sydamerika.